# Lagrange (cratère)
Pour les articles homonymes, voir Lagrange.
Lagrange est un cratère lunaire situé sur la face cachée de la Lune. Il se trouve au nord-ouest du cratère Piazzi, au sud-est de la chaîne de montagnes Montes Cordillera, qui entoure l'immense Mare Orientale. 
La moitié sud-ouest de ce cratère est très endommagé par la masse de matière éjectée en raison de la Mare Orientale. seule la partie nord-est du cratère est encore intacte, le reste forme une dépression inégale dont la surface est couverte de longues crêtes et des rainures.
En 1935, l'Union astronomique internationale a donné le nom du mathématicien et astronome français Joseph-Louis Lagrange à ce cratère lunaire.
Par convention, les cratères satellites sont identifiés sur les cartes lunaires en plaçant la lettre sur le côté du point central du cratère qui est le plus proche de Lagrange.
| Lagrange | Latitude | Longitude | Diamètre |
| -------- | -------- | --------- | -------- |
| A        | 32.5° S  | 69.2° W   | 6 km     |
| B        | 31.4° S  | 61.5° W   | 16 km    |
| C        | 29.8° S  | 64.9° W   | 23 km    |
| D        | 34.9° S  | 72.5° W   | 11 km    |
| E        | 29.1° S  | 72.6° W   | 46 km    |
| F        | 32.8° S  | 67.4° W   | 14 km    |
| G        | 28.5° S  | 62.7° W   | 18 km    |
| H        | 29.5° S  | 66.2° W   | 11 km    |
| J        | 34.0° S  | 68.9° W   | 8 km     |
| K        | 30.7° S  | 70.3° W   | 31 km    |
| L        | 32.1° S  | 65.1° W   | 18 km    |
| N        | 32.1° S  | 73.8° W   | 31 km    |
| R        | 31.3° S  | 76.5° W   | 130 km   |
| S        | 33.9° S  | 74.6° W   | 12 km    |
| T        | 33.0° S  | 62.6° W   | 12 km    |
| W        | 33.0° S  | 63.7° W   | 56 km    |
| X        | 28.7° S  | 69.2° W   | 9 km     |
| Y        | 28.2° S  | 68.4° W   | 16 km    |
| Z        | 32.6° S  | 64.6° W   | 13 km    |